# Villa Raffo
Villa Raffo is een plaats in het Argentijnse bestuurlijke gebied Tres de Febrero in de provincie Buenos Aires. De plaats telt 7.864 inwoners.